# Системное программное обеспечение PlayStation 4
Системное программное обеспечение PlayStation 4 — официальная обновляемая прошивка и операционная система для PlayStation 4.

## Технологии
Операционная система PlayStation 4 — Orbis OS, форк FreeBSD версии 9.0, выпущенной 12 января 2012 года. Включает в себя два графических API: низкоуровневый GNM и высокоуровневый GNMX. Собственный язык шейдеров Sony PlayStation Shader Language (PSSL) был впервые представлен на PlayStation 4.
Используются также следующие компоненты: Cairo, jQuery, Mono и WebKit.
SDK основан на инфраструктуре LLVM.

## Графическая оболочка
PlayStation 4 использует PlayStation Dynamic Menu (Динамическое меню PlayStation) в качестве своей графической оболочки.
Процесс обновления практически идентичен таковому в PlayStation Portable, PlayStation 3 и PlayStation Vita. Обновление может быть загружено и установлено прямо через консоль, либо загружено с официального сайта PlayStation на ПК и установлено на консоль через USB или диск.